# Loi d'adoption du statut de Westminster de 1942
Lire en ligne

Site officiel

La Loi d'adoption du statut de Westminster de 1942 (en anglais Statute of Westminster Adoption Act 1942) est une loi du Parlement d'Australie qui permit l'adoption du Statut de Westminster de 1931, une loi du Parlement impérial britannique reconnaissant la souveraineté législative et externes aux nations de l'Empire britannique ayant le statut de dominion.
Bien que promulguée seulement en 1942, cette loi est pour des raisons liées au contexte historique rétroactive au 3 septembre 1939 : c'est en effet à cette date que le Royaume-Uni, et donc l'Australie en tant qu'un des dominions pas encore diplomatiquement indépendant, avait déclaré la guerre à l'Allemagne. De ce fait, la participation australienne à la Seconde Guerre mondiale est rétrospectivement considérée comme indépendante de celle du Royaume-Uni (tout en faisant partie des Alliés tous les deux).
Le premier accord diplomatique passé dans ce cadre a été le traité de paix australo-thaïlandais signé le 3 avril 1946.

## Sources
- (en) Cet article est partiellement ou en totalité issu de l’article de Wikipédia en anglais intitulé « Statute of Westminster Adoption Act 1942 » (voir la liste des auteurs).

## Compléments